# Championnat d'Autriche féminin de volley-ball
Le Championnat d'Autriche de volley-ball féminin est une compétition de volley-ball organisée par la Fédération autrichienne de volley-ball (Österreichischen Volleyballverband, ÖVV). Il a été créé en 1952.

## Palmarès
| Année | Champion                    | Finaliste                          | Troisième                          |
| ----- | --------------------------- | ---------------------------------- | ---------------------------------- |
| 1953  | TJ Sokol V Wien             |                                    |                                    |
| 1954  | TJ Sokol V Wien             |                                    |                                    |
| 1955  | TJ Sokol V Wien             |                                    |                                    |
| 1956  | TJ Sokol V Wien             |                                    |                                    |
| 1957  | TJ Sokol V Wien             |                                    |                                    |
| 1958  | TJ Sokol V Wien             |                                    |                                    |
| 1959  | TJ Sokol V Wien             |                                    |                                    |
| 1960  | ÖMV Olympia Wien            |                                    |                                    |
| 1961  | SK Slovan-Olympia Wien      |                                    |                                    |
| 1962  | SK Slovan-Olympia Wien      |                                    |                                    |
| 1963  | SK Slovan-Olympia Wien      |                                    |                                    |
| 1964  | SK Slovan-Olympia Wien      |                                    |                                    |
| 1965  | SC ÖMV Blau-Gelb Wien       |                                    |                                    |
| 1966  | SK Slovan-Olympia Wien      |                                    |                                    |
| 1967  | SC ÖMV Blau-Gelb Wien       |                                    |                                    |
| 1968  | SC ÖMV Blau-Gelb Wien       |                                    |                                    |
| 1969  | SC ÖMV Blau-Gelb Wien       |                                    |                                    |
| 1970  | SC ÖMV Blau-Gelb Wien       |                                    |                                    |
| 1971  | SC ÖMV Blau-Gelb Wien       |                                    |                                    |
| 1972  | SC ÖMV Blau-Gelb Wien       |                                    |                                    |
| 1973  | Post SV Wien                |                                    |                                    |
| 1974  | Post SV Wien                |                                    |                                    |
| 1975  | Post SV Wien                |                                    |                                    |
| 1976  | Post SV Wien                |                                    |                                    |
| 1977  | Post SV Wien                |                                    |                                    |
| 1978  | Post SV Wien                |                                    |                                    |
| 1979  | SC ÖMV Blau-Gelb Wien       |                                    |                                    |
| 1980  | SC ÖMV Blau-Gelb Wien       |                                    |                                    |
| 1981  | SC ÖMV Blau-Gelb Wien       |                                    |                                    |
| 1982  | SC ÖMV Blau-Gelb Wien       |                                    |                                    |
| 1983  | TJ Sokol V Wien             |                                    |                                    |
| 1984  | Post SV Wien                |                                    |                                    |
| 1985  | Post SV Wien                |                                    |                                    |
| 1986  | SG Innsbrucker AC/TV        |                                    |                                    |
| 1987  | Post SV Wien                |                                    |                                    |
| 1988  | Post SV Wien                |                                    |                                    |
| 1989  | Post SV Wien-P.S.K.         |                                    |                                    |
| 1990  | Post SV Wien-P.S.K.         |                                    |                                    |
| 1991  | Post SV Wien-Teleges        |                                    |                                    |
| 1992  | Post SV Wien-Teleges        |                                    |                                    |
| 1993  | SG UVC/Wüstenrot Salzburg   |                                    |                                    |
| 1994  | Post SV Wien-Teleges        |                                    |                                    |
| 1995  | Post SV Wien-Gulet          |                                    |                                    |
| 1996  | Post SV Wien-Gulet          |                                    |                                    |
| 1997  | Post SV Wien-Gulet          |                                    |                                    |
| 1998  | Fujitsu-Post SV Wien        |                                    |                                    |
| 1999  | Fujitsu-Post SV Wien        |                                    |                                    |
| 2000  | Post SV-Telekom Austria     |                                    |                                    |
| 2001  | Post SV Wien                |                                    |                                    |
| 2002  | SG SV Schwechat/PSV Telekom |                                    |                                    |
| 2003  | SG SV Schwechat/PSV Kuoni   |                                    |                                    |
| 2004  | SG SV Schwechat/PSV Kuoni   | ATSC Wildcats Sparkasse Klagenfurt |                                    |
| 2005  | SG SV Schwechat/PSV Kuoni   | ATSC Wildcats Sparkasse Klagenfurt |                                    |
| 2006  | SG SV Schwechat/Post SV     | ASKÖ Fabasoft Linz-Steg            | ATSC Wildcats Sparkasse Klagenfurt |
| 2007  | SG SV Schwechat/Post SV     | ATSC Wildcats Sparkasse Klagenfurt | ASKÖ Fabasoft Linz-Steg            |
| 2008  | SG SV Schwechat/Post SV     | ATSC Wildcats Sparkasse Klagenfurt | ASKÖ Fabasoft Linz-Steg            |
| 2009  | SG SV Schwechat/Post SV     | ATSC Wildcats Sparkasse Klagenfurt | ASKÖ Fabasoft Linz-Steg            |
| 2010  | SG SVS Post                 | ASKÖ Linz-Steg                     | ATSC Sparkasse Wildcats Klagenfurt |
| 2011  | SG SVS Post                 | ASKÖ Linz-Steg                     | ATSC Sparkasse Wildcats Klagenfurt |
| 2012  | SG SVS Post                 | ASKÖ Linz-Steg                     | SG SVS X-Volley                    |
| 2013  | SG SVS Post                 | ASKÖ Linz-Steg                     | TSV Sparkasse Hartberg             |
| 2014  | SG SVS Post                 | ASKÖ Linz-Steg                     | ATSC Sparkasse Wildcats Klagenfurt |
| 2015  | SG SVS Post                 | ATSC Sparkasse Wildcats Klagenfurt | UVC Holding Graz                   |
| 2016  | SG SVS Post                 | VC Tirol                           | UVC Holding Graz                   |
| 2017  | SG VB NÖ Sokol/Post         | ASKÖ Linz-Steg                     | UVC Holding Graz                   |
| 2018  | UVC Holding Graz            | SG Kelag Klagenfurt                | SG VB NÖ Sokol/Post                |
| 2019  | ASKÖ Linz-Steg              | SG Prinz Brunnenbau Volleys        | UVC Holding Graz                   |
| 2020  | non terminé                 | non terminé                        | non terminé                        |